# 普京宫殿：史上最大的贿赂
《普京宫殿：史上最大的贿赂》（俄语：Дворец для Путина. История самой большой взятки）是一部由反腐败基金会拍摄的纪录片。
紀錄片中出現了一個名為普京宫的地方，据称這是專門為俄羅斯总统弗拉基米尔·普京建造的。根據該紀錄片，该建築位于克拉斯诺达尔边疆区格連吉克，耗资超过1000亿卢布。
普京表示，這個建築和他以及他的家人無關。与普京关系密切的寡头阿尔卡季·罗滕贝格声称他是这座建築的所有人。

## 梗慨
影片开头呼吁人们参与示威活动，呼吁当局释放被捕的本片旁白兼编剧阿列克谢·阿纳托利耶维奇·纳瓦利内。之后内容讲述弗拉基米尔·普京的心理活动，由纳瓦利内旁白。
影片主要讲述伊多科帕斯角宅邸，一座靠近克拉斯诺达尔边疆区格連吉克的达恰，被纳瓦利内称为“俄罗斯最大的私人住宅”。纳瓦利内在片中公布该住宅涉及贪腐的文件。新加坡《海峡时报》指出，有关文件包括各式家具的购买清单及地板的样本，由参与建筑的承包商向反腐败基金会提供。据称，所有进入车辆须经过几处安全检查站的检查，建筑工人被命令禁止携带有镜头的手机。除了宅邸本身，受限区域还包括一处地下冰宫、两块直升机停机坪、一间树木园、一间占地面积2,500平方（27,000平方英尺）的温室、一座教堂、一座圆形剧场、一座茶馆和一座横跨沟壑通往官邸的80（260英尺）大桥。由于建筑位于陡峭的河岸处，建筑团队还特别挖掘隧道连接附近的海滩，海滩上有一座能俯瞰黑海的品酒室。
整个官邸占地68公頃（170英畝），另有7,000公頃（17,000英畝）包围着宫殿的地区被划定为封闭城市，由联邦安全局管辖。影片显示，官邸2公里范围為私人海域，禁止一切捕鱼活动，空域范围内禁止飞机进入。根据平面图、被泄露的照片及向家具品牌咨询的消息，制作团队打造了宫殿内景和外景的3D渲染图。影片还起底宫殿背后的商家、豪华酒厂、葡萄园和牡蛎养殖场，证明这些企业的估值与所报的产量和收入前后不一致。影片还显示官邸的持有人不断变化，以此隐藏管理方与“金主”之间的关系网。涉及关系网的人士包括普京的前助手（如普京儿时好友的儿子弗拉基米尔·科尔宾）和亲信（如俄罗斯银行的米哈伊尔·舍洛莫夫），另外还有俄羅斯石油管道運輸公司等利用不正当的“租住”服务牵涉其中。大批资金注入到纳瓦利内口中的“最大诈骗”及普京的行贿基金中。

## 反响
影片上线不断一天，纳瓦利内YouTube频道播放量突破2000万次。MBKh Media称影片是YouTube当天观看次数最多的视频。次日，影片登上23国热门影片榜前10名，其中在俄罗斯、白俄罗斯、塞浦路斯、爱沙尼亚、哈萨克斯坦、拉脱维亚、立陶宛和乌克兰夺得第一名不到两天时间，播放量突破4000万。到了第三天，播放量突破6000万次。1月28日，突破1亿次。
影片上线当天，克里姆林宫发言人德米特里·谢尔盖耶维奇·佩斯科夫表示没看过影片，但表示普京没有私人宫殿。次日，佩斯科夫表示影片是“假调查”，是给记者看的“垃圾”，呼吁市民“给这样的骗子转账前三思”。
后来，普京总统在塔基亚娜日和学生进行视频会议时，提到片中的宫殿不是自己和亲信的。他认为这部在给大众“洗脑”。
联邦安全局表示宫殿所在地区之所以设立禁飞区，是因为临近安全局的哨所，要堤防邻国不断增加的情报活动，“包括属于北约的国家”。安全局否认附近地区禁渔。联邦警卫局否认当地被划为保护区，也不存在禁区。
1月30日，普京亲信阿尔卡季·罗滕贝格公开承认持有宫殿：“几年前我和债权人达成协议，成为了这个地方的受益人”。他表示宫殿将打造成酒店式公寓，预计在“几年内”完工。然而，他没有提供融资及购买细节。
BBC俄语服务联系到2005年到2020年间在当地工作的建筑工人，确认了反腐败基金会的多项指控，包括宫殿因为发霉而重建。
根据列瓦达中心在2021年1月29日到2月2日间的民意调查，26%的俄罗斯成年人看过影片，10%的人没看过，但了解内容，32%的人听说过，31%的人没听说过。看过或听过的人之中，3%的人称对普京的态度改善，17%的人表示关系恶化，77%的人没有改变。看过或听过的人之中，33%的人认为影片内容不实，38%的人认为影片看起来很真实，但很难证明相关指控是否准确，25%的人认为普京和其他高层官员犯了罪，24%的人认为就算影片是真的，国家在普京的统治下开始变得更好，29%的人认为普京从未滥用权力。调查结果还显示了不同时代之间的差距，年轻的受访者更倾向于看过影片，认为普京确实滥用权力。